# Five (Greg Howe-album)
A Five Greg Howe 1996-ban megjelent szólólemeze, mely a Shrapnel Records gondozásában jelent meg. A Howe producerkedésével készült album a gitáros saját stúdiójában került rögzítésre. A lemezen minden hangszert Howe játszott fel, csak a basszusgitárt bízta Kevin Vecchione személyére. A korong hozta elődei szintjét, néhány kritika úgy jellemezte az anyagot, mint egy "kiszámítható, de megbízható" albumot. Ebben nagy szerepet játszott, hogy Howe ezen az albumon sem távolodott el a korábbi lemezek irányvonalától.

## Számlista
Az összes dal szerzője Greg Howe, kivéve ahol jelölve van. 
| 1.    | Just Kiddin (Michel Camilo) | 5:10 |
| 2.    | Sit                         | 5:34 |
| 3.    | Three Toed Sloth            | 4:12 |
| 4.    | The Terrace                 | 3:52 |
| 5.    | Acute                       | 4:24 |
| 6.    | Quiet Hunt                  | 6:01 |
| 7.    | Bach Mock                   | 1:14 |
| 8.    | Plush Interior              | 4:40 |
| 9.    | Dusty Maid                  | 4:56 |
| 10.   | Skyline                     | 5:42 |
| 45:45 |                             |      |

## Közreműködők
- Greg Howe – gitár, billentyűs hangszerek, dob, hangmérnök, keverés, producer
- Kevin Vecchione – basszusgitár
- Mike Iacopelli – maszter